# فنسنت لافوريت
فنسنت لافوريت (مواليد 1975، سويسرا) هو مخرج ومصور فرنسي أمريكي, تقاسم جائزة بوليتزر عن فئة التصوير الفوتوغرافي المتميز لعام 2002 مع أربعة مصورين آخرين كعضو في تغطية فريق نيويورك تايمز لأحداث ما بعد 11 سبتمبر في الخارج والتي أبرزت «الألم والمثابرة لدى الأشخاص الذين يتحملون صراعًا طويلاً في أفغانستان وباكستان». 

## روابط خارجية
الموقع الرسمي

- صفحة Vimeo